# Erica lavandulifolia
Erica lavandulifolia är en ljungväxtart som beskrevs av Richard Anthony Salisbury. Erica lavandulifolia ingår i släktet klockljungssläktet, och familjen ljungväxter. Inga underarter finns listade i Catalogue of Life.